# Werther Dell'Edera
Werther Dell'Edera (Bari, Italia, 1975) es un dibujante de cómics italiano.

## Biografía
Werther Dell’Edera nació en Bari en 1975. Empezó sus afición al dibujo siendo niño. Acabada la escuela superior, decidió no cursar estudios universitarios y ganarse la vida como dibujante de cómics profesional.
Instalado en Roma, frecuenta la Scuola Romana dei Fumetti, donde empieza a realizar sus primeros cómics para el mercado nacional en diversos géneros, como el "western" o el "thriller" (Xiola , Road’s End, Detective Dante y John Doe).
En breve, empezó a trabajar en el mercado americano, realizando obras para Marvel (Warpath, Punisher, Spider Man), y DC (Loveless, House of Mystery, Greek Street, Hellblazer junto al novelista escocés Ian Rankin), e IDW (GIJOE, Cobra).